# Bức tường Planck
Bức tường Planck (đặt theo tên nhà vật lý Max Planck) chỉ khoảng thời gian của lịch sử vũ trụ trong đó vũ trụ có độ tuổi bằng thời gian Planck, tức là khoảng {\displaystyle 10^{-44}} giây. Trước thời gian này là khoảng thời gian được gọi là kỷ nguyên Planck, là khoảng thời gian trong đó tất cả các định luật vật lý cổ điển hiện tại như các định luật của vật lý lượng tử gặp phải giới hạn và cần thiết phải có một mô tả ở cấp vi mô về lực hấp dẫn (ta gọi một thuyết như vậy là Hấp dẫn lượng tử), mà đến nay vẫn còn là điều bí ẩn. Những hiểu biết của chúng ta do vậy vướng phải một "bức tường" trừu tượng. Các độ đo vật lý như áp suất, nhiệt độ cao đến mức mà không-thời gian có vẻ như đạt đến một độ cong (curvature) vô hạn, mà ta còn gọi là một điểm kỳ dị trong thuyết tương đối rộng. Kích thước của vũ trụ tại thời điểm này có độ lớn bằng độ dài Planck, ký hiệu {\displaystyle L_{planck}}, và có giá trị xấp xỉ {\displaystyle 10^{-33}\ cm}, là độ dài vật lý nhỏ nhất có nghĩa trong các lý thuyết vật lý hiện tại. Nó thể hiện một độ dài tự nhiên theo đó có thể xuất hiện một lý thuyết hấp dẫn lượng tử nào đó.
Thời gian và không gian mà chúng ta hay quy ước trở thành các khái niệm rõ ràng là phức tạp hơn nhiều "bên ngoài" bức tường Planck, tức là trong suốt kỷ nguyên Planck. Những nghiên cứu gần đây trong ngành lý thuyết dây và trong ngành lý thuyết hấp dẫn lượng tử vòng cũng đều cho rằng thời gian và không gian có lẽ không phải là những khái niệm nguyên thủy mà xuất phát từ một thực tế lý thuyết phức tạp hơn thế. Chẳng hạn như một khi đạt đến kích thước Planck, thời gian và không gian sẽ không liên tục nữa mà dần dần có tính chất rời rạc và không liên tục.